# Antonio Gorostegui
Antonio Gorostegui, född den 1 april 1954, är en spansk seglare.
Han tog OS-silver i 470 i samband med de olympiska seglingstävlingarna 1976 i Montréal.